# أنور المعداوي
أنور المعداوي ناقد مصري ولد في 3 مايو 1920م في قرية معدية مهدي التي تقع في شمال شرق الدلتا فكان لأنور أخ شقيق واحد وهو باهي واربع بنات وله اخوان محمد ومحمود غير شقيقين وتدل رسائله وأوراقه على أنه تلقى ثانوي|الدراسة الثانوية بالمدرسة الخديوية ثم واصل تعليمه الجامعي بقسم اللغة العربية في كلية الآداب - جامعة فؤاد الأول ( جامعة القاهرة حاليا) حيث حصل منها على ليسانس الآداب عام 1945م ثم عمل بوزارة المعارف.

## العمل الصحفي
على صفحات مجلة الرسالة لصاحبها أحمد حسن الزيات تألق الأستاذ أنور المعداوي وخاصة بين عامي 1948 - 1952م وتميزت كتابته بالجرأة والصراحة والعمق. كان يكتب في الأربعينات والخمسينات زاوية أسبوعية في مجلة الرسالة التي يصدرها الزيات بعنوان (تعقيبات). ارتبط بعلاقات عاطفية مع عدد من المثقفات والفنانات في عصره مثل الشاعرة المصرية ناهد طه عبد البر والشاعرة الفلسطسنية فدوى طوقان. له رسائل موجهة لفدوى طوقان في الفترة من 1951 - 1954 جمعها وعلق عليها الناقد المصري رجاء النقاش في كتاب (صفحات مجهولة في الأدب العربي).

## مرضه
في عام 1952م بدأت رحلة الأستاذ أنور المعداوي مع الأمراض الجسدية والنفسية، لقد تألق سريعاً وانطفأ نجمه بنفس السرعة التي تألق بها، واستمر المعداوي يعاني الأزمات وخاصة مرض ارتفاع ضغط الدم الخبيث حتى توفي عام 1965م. من أعجب الأمور أن الشعراء الذين كان أنور المعداوي ينقدهم ويصارحهم برأيه كانوا يحبونه حباً عظيماً ويتواصلون معه على المستوى الشخصي. ومن الذين تناولهم بالنقد الشاعر السوري نزار قباني ومع ذلك تظهر المراسلات حب القباني للناقد الكبير. يقول نزار قباني في رسالة أرسلها عام 1948م للأستاذ أنور المعداوي يقول فيها:
| أنور المعداوي | "الحبيب أنور الريشة التي ترتجف بهواك. مدادها من عروق المعزب الرمادي وتلاحينها ولهاثها على الورق من بكاء النهوند وحنين الرصد. بيتي على منحنى أزرق تستحم على قرميده الأضواء والنجوم وتختبئ في شقوقه قبضة من العصافير هربت من رذاذ الثلج وموقدتي يضطرب في جوفه الحطب ويجري دمه لينفسح عليَّ خيوطاً من الدفء واللذة القريرة وهنا كومة من الدخان المطيب المعجون بالمسك والعنبر أحرقها وفي عروقي كما في عروقك نزعة ملتفة بوشاح من النور تعبر المدى وتترك على الثلج آثار أصبع ناحلة. تركت مصر بعد أن أجهدت الهاتف بحثاً عنك لأمنحك حبي ولكن هاتف وزارتكم لم يجبني طيلة أسبوع ...إن أيامي معك في مصر اعتبرها من أكثر أيام عمري أناقة والليل الذي طرزناه بأشواقنا في طريق الجيزة. لم يزل يسأل عنك وأنا كبير الثقة بأنني وجدت في مصر تلك الروح الشاعرة التي استطاعت أن تنفذ إلى عتمة ظنوني وسحيق آفاقي وتستخرج النور من صميم الظلمة" | أنور المعداوي |

.
ارتبط بصداقة مع الشاعر السوري نزار قباني وساعده في نشر أولى قصائده في مصر في مجلة الرسالة ووقف بجانبه بعد نقد عنيف تعرض له نزار قباني من الشيخ علي طنطاوي صدر لأنور المعداوي في حياته كتابين هما: نماذج فنية من الأدب والنقد وكتاب علي محمود طه الشاعر والإنسان. أما كتابه الثالث كلمات في الأدب فقد صدر بعد وفاته.

## الوفاة
توفي عام 1965م عن عمر يناهز 45 عاماً نتيجة معاناة من مرض عضال.